# 经堂庵跟车辆段
经堂庵跟车辆段是宁波轨道交通的一座车辆段，承担宁波轨道交通5号线列车乘务、列检、保养以及临时、定期维修任务，同时承担4号线、6号线、8号线列车的大修、架修任务。车辆段位于联丰中路南侧、杭甬高速公路西侧，接轨于布政站，占地面积35公顷，设有检修主厂房、运用库、调机工程车库、镟轮库、洗车库等17座建筑单体及一条长度1800米的试车线。车辆段设有自动驾驶区和人工驾驶区，可支撑5号线列车自动化出入车辆段，达到GoA4全自动运营的水平。